# Seychelles FA Cup
La Seychelles FA Cup  è la coppa nazionale calcistica delle Seychelles. Fondata nel 1976, è organizzata dalla federazione calcistica delle Seychelles.

## Albo d'oro
| Stagione  | Campione                   | Risultato      | Finalista            |
| --------- | -------------------------- | -------------- | -------------------- |
| 1976      | Rangers FC                 | 6-2            | Ascot United         |
| 1977-1986 | non disputata              | non disputata  | non disputata        |
| 1987      | Beau Vallon FC             |                |                      |
| 1988      | Saint-Louis FC             | 2-1            | Plaisance FC         |
| 1989      | Anse Boileau FC            |                |                      |
| 1990      | Plaisance FC               |                |                      |
| 1991      | Anse-aux-Pins FC           | 4-2            | Saint-Louis FC       |
| 1992      | non disputata              | non disputata  | non disputata        |
| 1993      | Anse-aux-Pins FC           | 4-1            | Saint-Louis FC       |
| 1994      | non disputata              | non disputata  | non disputata        |
| 1995      | Red Star FC                |                |                      |
| 1996      | Red Star FC                |                |                      |
| 1997      | St Michel United FC        |                |                      |
| 1998      | St Michel United FC        | 4-0            | Ascot United         |
| 1999      | Red Star FC                | 2-1            | Sunshine FC          |
| 2000      | Sunshine FC                | 2-1            | Red Star FC          |
| 2001      | St Michel United FC        | 2-1            | Sunshine FC          |
| 2002      | Anse Réunion FC            | 2-1            | Red Star FC          |
| 2003      | Saint-Louis FC             | 2-1            | Light Stars FC       |
| 2004      | Red Star FC                | 1-0            | Anse Réunion FC      |
| 2005      | Seychelles Marketing Board | 1-0            | Anse Réunion FC      |
| 2006      | St Michel United FC        | 2-1            | Red Star FC          |
| 2007      | St Michel United FC        | 1-0            | Anse Réunion FC      |
| 2008      | St Michel United FC        | 2-2, 2-0       | St Louis Suns United |
| 2009      | St Michel United FC        | 2-1            | St Louis Suns United |
| 2010      | St Michel United FC        | 1-0            | La Passe FC          |
| 2011      | St Michel United FC        | 2-1            | La Passe FC          |
| 2012      | Anse Réunion FC            | 3-2            | Côte d'Or FC         |
| 2013      | St Michel United FC        | 2-0            | Anse Réunion FC      |
| 2014      | St Michel United FC        | 1-1 (5-4 pen.) | Côte d'Or FC         |
| 2015      | Light Stars FC             | 2-2 (4-2 pen.) | Northern Dynamo      |

## Titoli per club
| Club                   | Città         | Vittorie | Stagioni                                                         |
| ---------------------- | ------------- | -------- | ---------------------------------------------------------------- |
| Saint-Michel United    | Anse aux Pins | 11       | 1997, 1998, 2001, 2006, 2007, 2008, 2009, 2010, 2011, 2013, 2014 |
| Red Star               | Anse aux Pins | 4        | 1995, 1996, 1999, 2004                                           |
| St. Louis Suns Utd (*) | Victoria      | 3        | 1988, 2000, 2003                                                 |
| Anse-aux-Pins          | Anse aux Pins | 2        | 1991, 1993                                                       |
| Anse Réunion           | Anse Réunion  | 2        | 2002, 2012                                                       |
| Anse Boileau           | Anse Boileau  | 1        | 1989                                                             |
| Beau Vallon            | Beau Vallon   | 1        | 1987                                                             |
| Plaisance              | Plaisance     | 1        | 1990                                                             |
| Rangers                |               | 1        | 1976                                                             |
| SMB                    | Victoria      | 1        | 2005                                                             |
| Light Stars            | Grand Anse    | 1        | 2015                                                             |

(*) St Louis Suns United include i club Saint-Louis FC e Sunshine FC.